# Convocazioni per il campionato mondiale di hockey su ghiaccio maschile 2006
Ciascuna squadra partecipante al Campionato mondiale di hockey su ghiaccio maschile 2006 consisteva in almeno 15 giocatori (attaccanti e difensori) e 2 portieri, mentre al massimo si poteva disporre di 22 giocatori e 3 portieri.

## Gruppo A

### Finlandia
Allenatore:  Erkka Westerlund.
Lista dei convocati aggiornata al 13 maggio 2006.
| N. | Pos. | Nome                 | Anno | Alt. | Peso | Tiro | Squadra             |
| -- | ---- | -------------------- | ---- | ---- | ---- | ---- | ------------------- |
| 3  | D    | Petteri Nummelin - A | 1972 | 173  | 83   | L    | Lugano              |
| 5  | D    | Lasse Kukkonen       | 1981 | 183  | 85   | L    | Oulun Kärpät        |
| 6  | D    | Pekka Saravo         | 1979 | 189  | 94   | L    | Luleå               |
| 7  | D    | Aki-Petteri Berg     | 1977 | 193  | 97   | L    | Toronto Maple Leafs |
| 9  | D    | Mikko Luoma          | 1976 | 193  | 95   | L    | Linköping           |
| 10 | A    | Sean Bergenheim      | 1984 | 180  | 96   | L    | New York Islanders  |
| 12 | A    | Olli Jokinen         | 1978 | 190  | 96   | L    | Florida Panthers    |
| 15 | A    | Tuomo Ruutu          | 1974 | 185  | 96   | L    | Chicago Blackhawks  |
| 16 | A    | Ville Peltonen - C   | 1973 | 180  | 84   | L    | Lugano              |
| 18 | D    | Tuukka Mäntylä       | 1981 | 172  | 80   | L    | Tappara             |
| 20 | A    | Antti Miettinen      | 1980 | 185  | 88   | R    | Dallas Stars        |
| 21 | A    | Mikko Koivu          | 1983 | 188  | 85   | L    | Minnesota Wild      |
| 22 | A    | Tommi Santala        | 1979 | 190  | 95   | R    | Jokerit             |
| 23 | A    | Riku Hahl            | 1980 | 185  | 91   | L    | Davos               |
| 24 | A    | Jari Viuhkola        | 1980 | 183  | 91   | L    | Oulun Kärpät        |
| 25 | A    | Jukka Hentunen       | 1974 | 178  | 88   | R    | Lugano              |
| 28 | A    | Jani Rita            | 1981 | 185  | 94   | L    | Pittsburgh Penguins |
| 30 | P    | Fredrik Norrena      | 1973 | 183  | 85   | L    | Linköping           |
| 31 | P    | Antero Niittymäki    | 1980 | 184  | 86   | L    | Philadelphia Flyers |
| 32 | P    | Niklas Bäckström     | 1978 | 185  | 88   | L    | Oulun Kärpät        |
| 33 | D    | Mikko Lehtonen       | 1979 | 185  | 88   | L    | Oulun Kärpät        |
| 36 | A    | Jussi Jokinen        | 1983 | 186  | 88   | L    | Dallas Stars        |
| 37 | A    | Jarkko Ruutu         | 1975 | 188  | 93   | L    | Vancouver Canucks   |
| 55 | A    | Esa Pirnes           | 1977 | 184  | 86   | L    | Espoo Blues         |
| 71 | A    | Tomi Kallio          | 1977 | 184  | 85   | L    | Frölunda            |

LEGENDA:

P = Portiere, D = Difensore, A = Attaccante, L = sinistra, R = destra

### Lettonia
Allenatore:  Pëtr Vorob'ëv.
Lista dei convocati aggiornata all'11 maggio 2006.
| N. | Pos. | Nome                     | Anno | Alt. | Peso | Tiro | Squadra               |
| -- | ---- | ------------------------ | ---- | ---- | ---- | ---- | --------------------- |
| 1  | P    | Mārtiņš Raitums          | 1985 | 180  | 80   | R    | Riga 2000             |
| 2  | D    | Kaspars Astašenko        | 1975 | 190  | 95   | L    | HPK                   |
| 3  | D    | Arvīds Reķis             | 1979 | 182  | 97   | L    | Augsburger Panther    |
| 4  | D    | Agris Saviels            | 1982 | 186  | 98   | L    | Torpedo N. Novg.      |
| 5  | A    | Jānis Sprukts - A        | 1982 | 190  | 105  | L    | HPK                   |
| 6  | D    | Aleksandrs Jerofejevs    | 1984 | 185  | 88   | L    | Roanoke Valley Vipers |
| 8  | D    | Guntis Galviņš           | 1986 | 186  | 87   | L    | Riga 2000             |
| 9  | A    | Viktors Bļinovs          | 1981 | 176  | 80   | L    | Vaasan Sport          |
| 10 | A    | Lauris Dārziņš           | 1985 | 188  | 90   | R    | Kelowna Rockets       |
| 11 | D    | Māris Jass               | 1985 | 178  | 78   | L    | Lada Togliatti        |
| 12 | A    | Herberts Vasiļjevs       | 1976 | 180  | 75   | R    | Krefeld Pinguine      |
| 13 | A    | Grigorijs Panteļejevs    | 1972 | 176  | 90   | R    | Bolzano               |
| 14 | A    | Leonīds Tambijevs        | 1970 | 176  | 85   | R    | Basilea Sharks        |
| 16 | A    | Aleksejs Širokovs        | 1981 | 182  | 88   | R    | Metallurg Novok.      |
| 17 | A    | Aleksandrs Ņiživijs      | 1976 | 177  | 78   | R    | Torpedo N. Novg.      |
| 18 | D    | Georgijs Pujacs          | 1981 | 184  | 90   | R    | Riga 2000             |
| 20 | A    | Juris Štāls              | 1982 | 191  | 90   | L    | Charlotte Checkers    |
| 21 | A    | Kaspars Daugaviņš        | 1988 | 182  | 82   | L    | Riga 2000             |
| 23 | D    | Atvars Tribuncovs - A    | 1976 | 188  | 98   | L    | Mora                  |
| 24 | A    | Miķelis Rēdlihs          | 1984 | 179  | 78   | L    | IF Björklöven         |
| 27 | A    | Aleksandrs Semjonovs - C | 1972 | 181  | 91   | L    | Malmö                 |
| 30 | P    | Sergejs Naumovs          | 1969 | 177  | 78   | L    | Torpedo N. Novg.      |
| 31 | P    | Edgars Masaļskis         | 1980 | 176  | 78   | L    | Neftechimik           |
| 47 | A    | Mārtiņš Cipulis          | 1980 | 180  | 82   | L    | Riga 2000             |

LEGENDA:

P = Portiere, D = Difensore, A = Attaccante, L = sinistra, R = destra

### Rep. Ceca
Allenatore:  Alois Hadamczik.
Lista dei convocati aggiornata al 18 maggio 2006.
| N. | Pos. | Nome              | Anno | Alt. | Peso | Tiro | Squadra               |
| -- | ---- | ----------------- | ---- | ---- | ---- | ---- | --------------------- |
| 2  | D    | Lukáš Krajíček    | 1983 | 185  | 85   | L    | Florida Panthers      |
| 4  | D    | Zbyněk Michálek   | 1982 | 184  | 79   | R    | Phoenix Coyotes       |
| 6  | D    | Martin Richter    | 1977 | 184  | 90   | R    | Bílí Tygři Liberec    |
| 9  | A    | David Výborný - C | 1975 | 179  | 83   | L    | Columbus Blue Jackets |
| 10 | A    | Petr Hubáček      | 1979 | 183  | 82   | R    | Vítkovice Steel       |
| 14 | A    | Tomáš Plekanec    | 1982 | 178  | 89   | L    | Montreal Canadiens    |
| 15 | A    | Tomáš Kaberle     | 1978 | 188  | 91   | R    | Toronto Maple Leafs   |
| 17 | A    | Jaroslav Hlinka   | 1976 | 179  | 84   | L    | Sparta Praga          |
| 24 | A    | Zbyněk Irgl       | 1980 | 179  | 83   | R    | Vítkovice Steel       |
| 25 | A    | Jaroslav Bednář   | 1976 | 182  | 84   | R    | Slavia Praga          |
| 27 | A    | Jan Hlaváč        | 1976 | 185  | 86   | L    | Ginevra-Servette      |
| 31 | P    | Adam Svoboda      | 1978 | 177  | 82   | L    | Pardubice             |
| 33 | P    | Milan Hnilička    | 1973 | 185  | 83   | L    | Bílí Tygři Liberec    |
| 35 | D    | Jan Hejda         | 1978 | 191  | 102  | L    | Chimik Mytišči        |
| 38 | A    | Jan Bulis         | 1981 | 186  | 92   | L    | Montreal Canadiens    |
| 40 | A    | Jaroslav Balaštík | 1979 | 190  | 93   | L    | Columbus Blue Jackets |
| 41 | D    | Martin Škoula     | 1979 | 187  | 85   | L    | Minnesota Wild        |
| 42 | P    | Tomáš Pöpperle    | 1984 | 184  | 85   | L    | Eisbären Berlino      |
| 44 | D    | Miroslav Blaťák   | 1982 | 181  | 77   | L    | PSG Zlín              |
| 53 | A    | Ivo Prorok        | 1969 | 182  | 80   | R    | Slavia Praga          |
| 60 | A    | Tomáš Rolinek     | 1980 | 177  | 83   | L    | Pardubice             |
| 62 | A    | Petr Tenkrát      | 1977 | 182  | 83   | R    | Oulun Kärpät          |
| 77 | A    | Patrik Štefan     | 1980 | 188  | 87   | L    | Atlanta Thrashers     |
| 70 | D    | Zdeněk Kutlák     | 1980 | 190  | 94   | L    | České Budějovice      |
| 91 | A    | Martin Erat       | 1981 | 184  | 90   | L    | Nashville Predators   |

LEGENDA:

P = Portiere, D = Difensore, A = Attaccante, L = sinistra, R = destra

### Slovenia
Allenatore:  František Výborný.
Lista dei convocati aggiornata all'11 maggio 2006.
| N. | Pos. | Nome              | Anno | Alt. | Peso | Tiro | Squadra            |
| -- | ---- | ----------------- | ---- | ---- | ---- | ---- | ------------------ |
| 3  | D    | Robert Ciglenečki | 1974 | 194  | 96   | R    | Cortina            |
| 6  | D    | Boštjan Groznik   | 1982 | 185  | 99   | L    | Olimpija Lubiana   |
| 7  | D    | Mitja Sotlar      | 1979 | 178  | 85   | L    | HK Jesenice        |
| 9  | A    | Tomaž Razingar    | 1979 | 185  | 93   | L    | HK Jesenice        |
| 10 | A    | Dejan Varl        | 1973 | 178  | 87   | L    | HK Jesenice        |
| 12 | D    | David Rodman      | 1983 | 185  | 85   | L    | HK Jesenice        |
| 13 | A    | Anže Kopitar      | 1987 | 193  | 98   | L    | Södertälje SK      |
| 14 | A    | Dejan Kontrec     | 1970 | 178  | 75   | L    | Slavija Lubiana    |
| 15 | A    | Egon Murič        | 1982 | 186  | 95   | R    | Olimpija Lubiana   |
| 17 | A    | Jurij Goličič     | 1981 | 180  | 84   | L    | HK Jesenice        |
| 18 | D    | Tomo Hafner       | 1980 | 183  | 86   | L    | HK Jesenice        |
| 19 | D    | Uroš Vidmar       | 1980 | 181  | 92   | R    | Slavija Lubiana    |
| 20 | P    | Andrej Hočevar    | 1984 | 182  | 84   | L    | Olimpija Lubiana   |
| 21 | A    | Jaka Avgustinčič  | 1976 | 179  | 83   | R    | Slavija Lubiana    |
| 22 | D    | Marcel Rodman     | 1981 | 185  | 88   | R    | HK Jesenice        |
| 24 | A    | Anže Terlikar     | 1980 | 185  | 89   | L    | HK Jesenice        |
| 27 | D    | Jakob Milovanovič | 1984 | 180  | 78   | L    | Diables Rouges     |
| 28 | D    | Aleš Kranjc       | 1981 | 183  | 84   | L    | HK Jesenice        |
| 30 | P    | Gaber Glavič      | 1978 | 182  | 82   | L    | HK Jesenice        |
| 33 | P    | Robert Kristan    | 1983 | 183  | 84   | L    | HK Jesenice        |
| 37 | D    | Mitja Robar       | 1983 | 176  | 78   | L    | Olimpija Lubiana   |
| 42 | A    | Mitja Šivic       | 1979 | 178  | 86   | L    | Olimpija Lubiana   |
| 74 | A    | Rok Pajič         | 1985 | 178  | 79   | R    | Bílí Tygři Liberec |
| 78 | A    | Luka Žagar        | 1978 | 181  | 90   | L    | HK Jesenice        |
| 84 | A    | Andrej Hebar      | 1984 | 178  | 75   | L    | Slavija Lubiana    |

LEGENDA:

P = Portiere, D = Difensore, A = Attaccante, L = sinistra, R = destra

## Gruppo B

### Italia
Allenatore:  Mickey Goulet.
Lista dei convocati aggiornata al 12 maggio 2006.
| N. | Pos. | Nome                 | Anno | Alt. | Peso | Tiro | Squadra       |
| -- | ---- | -------------------- | ---- | ---- | ---- | ---- | ------------- |
| 3  | D    | Carter Trevisani     | 1982 | 186  | 88   | L    | Asiago        |
| 6  | D    | Michele Strazzabosco | 1976 | 193  | 98   | L    | Milano Vipers |
| 7  | D    | Alexander Egger      | 1979 | 186  | 88   | L    | Ritten-Renon  |
| 8  | D    | Florian Ramoser      | 1979 | 188  | 87   | L    | Bolzano       |
| 9  | A    | Giorgio De Bettin    | 1972 | 175  | 84   | R    | Cortina       |
| 11 | A    | Nicola Fontanive     | 1985 | 165  | 71   | L    | Alleghe       |
| 13 | A    | Luca Rigoni          | 1973 | 174  | 84   | L    | Asiago        |
| 14 | D    | Carlo Lorenzi        | 1974 | 175  | 75   | R    | Alleghe       |
| 15 | A    | Luca Felicetti       | 1981 | 166  | 84   | R    | Fassa Falcons |
| 16 | A    | John Parco           | 1971 | 182  | 85   | L    | Asiago        |
| 17 | D    | Anthony Iob          | 1971 | 182  | 93   | L    | KAC           |
| 18 | A    | Paolo Bustreo        | 1983 | 180  | 84   | L    | Ritten-Renon  |
| 19 | A    | Roland Ramoser       | 1972 | 190  | 92   | R    | Bolzano       |
| 21 | A    | Giuseppe Busillo     | 1970 | 186  | 96   | R    | Milano Vipers |
| 22 | A    | Stefano Margoni      | 1975 | 182  | 85   | L    | Bolzano       |
| 24 | A    | Andrea Molteni       | 1980 | 174  | 80   | R    | Milano Vipers |
| 26 | D    | Armin Helfer         | 1980 | 188  | 84   | L    | Milano Vipers |
| 28 | A    | Manuel De Toni       | 1979 | 181  | 90   | L    | Alleghe       |
| 29 | P    | Jason Muzzatti       | 1970 | 186  | 87   | L    | Bolzano       |
| 34 | A    | Jason Cirone         | 1971 | 177  | 93   | L    | Asiago        |
| 35 | P    | Thomas Tragust       | 1986 | 179  | 74   | L    | Merano        |
| 50 | D    | Christian Borgatello | 1982 | 176  | 84   | R    | Milano Vipers |
| 71 | A    | Luca Ansoldi         | 1982 | 183  | 91   | R    | Ritten-Renon  |
| 80 | A    | Enrico Chelodi       | 1982 | 180  | 81   | L    | Bolzano       |
| 85 | P    | Renè Baur            | 1985 | 180  | 74   | L    | Val Pusteria  |

LEGENDA:

P = Portiere, D = Difensore, A = Attaccante, L = sinistra, R = destra

### Svezia
Allenatore:  Bengt-Åke Gustafsson.
Lista dei convocati aggiornata al 15 maggio 2006.
| N. | Pos. | Nome                 | Anno | Alt. | Peso | Tiro | Squadra           |
| -- | ---- | -------------------- | ---- | ---- | ---- | ---- | ----------------- |
| 1  | P    | Stefan Liv           | 1980 | 184  | 80   | L    | HV71              |
| 3  | D    | Mattias Timander     | 1974 | 188  | 107  | L    | MODO              |
| 6  | D    | Magnus Johansson - A | 1973 | 178  | 82   | R    | Linköping         |
| 7  | D    | Niklas Kronwall      | 1981 | 183  | 87   | L    | Detroit Red Wings |
| 9  | A    | Tony Mårtensson      | 1980 | 184  | 89   | R    | Linköping         |
| 11 | A    | Jesper Mattsson      | 1975 | 181  | 89   | R    | Färjestad         |
| 16 | A    | Jonas Nordqvist      | 1982 | 189  | 91   | L    | Luleå             |
| 17 | A    | Mathias Johansson    | 1974 | 187  | 91   | L    | Färjestad         |
| 18 | D    | Per Hållberg         | 1978 | 179  | 83   | L    | Färjestad         |
| 19 | A    | Nicklas Bäckström    | 1987 | 184  | 87   | L    | Brynäs            |
| 20 | A    | Joel Lundqvist       | 1982 | 186  | 88   | L    | Frölunda          |
| 23 | D    | Ronnie Sundin        | 1970 | 186  | 100  | L    | Frölunda          |
| 24 | A    | Andreas Karlsson     | 1975 | 191  | 92   | L    | HV71              |
| 25 | D    | Andreas Holmqvist    | 1981 | 193  | 92   | R    | Linköping         |
| 29 | D    | Kenny Jönsson - C    | 1974 | 191  | 93   | L    | Rögle             |
| 30 | P    | Johan Holmqvist      | 1978 | 186  | 90   | L    | Brynäs            |
| 31 | A    | Björn Melin          | 1981 | 188  | 95   | R    | HV71              |
| 33 | A    | Fredrik Emvall       | 1976 | 193  | 96   | L    | Linköping         |
| 34 | P    | Daniel Henriksson    | 1978 | 177  | 74   | L    | Färjestad         |
| 37 | A    | Mikael Samuelsson    | 1976 | 186  | 94   | R    | Detroit Red Wings |
| 39 | A    | Johan Franzén        | 1979 | 189  | 100  | L    | Detroit Red Wings |
| 40 | A    | Henrik Zetterberg    | 1980 | 183  | 86   | L    | Detroit Red Wings |
| 51 | A    | Mika Hannula         | 1979 | 180  | 84   | R    | HV71              |
| 72 | A    | Jörgen Jönsson - A   | 1972 | 184  | 89   | L    | Färjestad         |
| 92 | A    | Michael Nylander     | 1972 | 181  | 87   | L    | New York Rangers  |

LEGENDA:

P = Portiere, D = Difensore, A = Attaccante, L = sinistra, R = destra

### Svizzera
Allenatore:  Ralph Krueger.
Lista dei convocati aggiornata all'11 maggio 2006.
| N. | Pos. | Nome                  | Anno | Alt. | Peso | Tiro | Squadra             |
| -- | ---- | --------------------- | ---- | ---- | ---- | ---- | ------------------- |
| 2  | D    | Beat Gerber           | 1982 | 181  | 91   | L    | Berna               |
| 3  | D    | Julien Vauclair       | 1979 | 184  | 92   | L    | Lugano              |
| 5  | D    | Severin Blindenbacher | 1983 | 182  | 88   | R    | ZSC Lions           |
| 6  | D    | Timo Helbling         | 1981 | 190  | 95   | R    | Tampa Bay Lightning |
| 7  | D    | Mark Streit - C       | 1977 | 185  | 90   | L    | Montreal Canadiens  |
| 10 | A    | Andres Ambühl         | 1983 | 176  | 87   | R    | Davos               |
| 11 | D    | Martin Steinegger     | 1972 | 187  | 92   | L    | Berna               |
| 12 | A    | Patric Della Rossa    | 1975 | 187  | 92   | R    | Zugo                |
| 14 | A    | Alain Demuth          | 1979 | 180  | 80   | L    | Ambrì-Piotta        |
| 18 | A    | Thomas Déruns         | 1982 | 187  | 77   | L    | Ginevra-Servette    |
| 20 | P    | Jonas Hiller          | 1982 | 188  | 82   | R    | Davos               |
| 23 | A    | Thierry Paterlini - A | 1975 | 184  | 96   | L    | ZSC Lions           |
| 27 | A    | Valentin Wirz         | 1981 | 184  | 90   | L    | Lugano              |
| 28 | A    | Martin Plüss          | 1977 | 174  | 80   | L    | Frölunda            |
| 29 | D    | Beat Forster          | 1983 | 187  | 92   | R    | ZSC Lions           |
| 31 | D    | Mathias Seger         | 1977 | 181  | 87   | L    | ZSC Lions           |
| 32 | D    | Ivo Rüthemann         | 1976 | 172  | 76   | L    | Berna               |
| 35 | A    | Sandy Jeannin - A     | 1976 | 180  | 81   | R    | Lugano              |
| 36 | A    | Marc Reichert         | 1980 | 190  | 102  | L    | Berna               |
| 37 | A    | Raffaele Sannitz      | 1971 | 187  | 93   | L    | Lugano              |
| 40 | P    | David Äbischer        | 1978 | 186  | 84   | L    | Montreal Canadiens  |
| 44 | P    | Marco Bührer          | 1979 | 179  | 82   | L    | Berna               |
| 57 | D    | Goran Bezina          | 1982 | 190  | 102  | L    | Ginevra-Servette    |
| 67 | A    | Romano Lemm           | 1984 | 182  | 86   | R    | Kloten Flyers       |
| 88 | A    | Kevin Romy            | 1985 | 181  | 88   | L    | Lugano              |

LEGENDA:

P = Portiere, D = Difensore, A = Attaccante, L = sinistra, R = destra

### Ucraina
Allenatore:  Oleksandr Seukand.
Lista dei convocati aggiornata all'11 maggio 2006.
| N. | Pos. | Nome                  | Anno | Alt. | Peso | Tiro | Squadra               |
| -- | ---- | --------------------- | ---- | ---- | ---- | ---- | --------------------- |
| 1  | P    | Kostjantyn Simčuk     | 1974 | 183  | 84   | L    | Magnitogorsk          |
| 2  | D    | Jurij Hun'ko          | 1972 | 190  | 100  | L    | Sokol Kiev            |
| 3  | D    | Serhij Klyment'jev    | 1975 | 181  | 86   | L    | Ak Bars Kazan’        |
| 4  | A    | Vasyl' Polonyc'kyj    | 1979 | 182  | 87   | L    | Sokol Kiev            |
| 5  | D    | Denis Isajenko        | 1980 | 179  | 90   | L    | Sokol Kiev            |
| 6  | D    | Andriy Srjubko        | 1975 | 189  | 96   | L    | THK Tver'             |
| 7  | A    | Valentyn Olec'kyj     | 1971 | 180  | 90   | L    | Sokol Kiev            |
| 8  | A    | Oleksandr Bobkin      | 1982 | 180  | 90   | L    | Sokol Kiev            |
| 9  | D    | Jurij Navarenko       | 1979 | 178  | 80   | L    | Sokol Kiev            |
| 10 | A    | Vadym Šachrajčuk      | 1974 | 189  | 95   | L    | Dinamo Minsk          |
| 11 | D    | Artem Ostrouško       | 1974 | 186  | 91   | L    | Spartak Mosca         |
| 15 | A    | Vitalij Lytvynenko    | 1970 | 181  | 93   | L    | Sokol Kiev            |
| 16 | A    | Vasyl' Bobrovnykov    | 1975 | 173  | 82   | L    | Sokol Kiev            |
| 18 | A    | Jurij Djačenko        | 1982 | 184  | 83   | L    | Vitjaz' Čechov        |
| 20 | P    | Ihor Karpenko         | 1976 | 171  | 89   | L    | Sokol Kiev            |
| 21 | A    | Oleksandr Materuchin  | 1981 | 183  | 86   | R    | Chimvalakno Mahilëŭ   |
| 22 | P    | Oleksandr Fedorov     | 1978 | 182  | 73   | L    | Sokol Kiev            |
| 23 | A    | Roman Sal'nykov       | 1976 | 183  | 87   | R    | Keramin Minsk         |
| 24 | A    | Vitalij Donika        | 1982 | 182  | 86   | R    | Neftjanik Al'met'evsk |
| 25 | A    | Oleh Šafarenko        | 1981 | 180  | 79   | L    | Chimvalakno Mahilëŭ   |
| 27 | A    | Kostjantyn Kasjančuk  | 1979 | 182  | 88   | R    | Traktor Čeljabinsk    |
| 29 | A    | Vitalij Semenčenko    | 1974 | 183  | 90   | R    | Junost Minsk          |
| 30 | A    | Andrij Michnov        | 1983 | 200  | 90   | L    | Lada Togliatti        |
| 31 | D    | V″jačeslav Zaval'njuk | 1974 | 181  | 90   | L    | Sibir’ Novosibirsk    |
| 34 | A    | Borys Procenko        | 1978 | 182  | 84   | R    | Dinamo Minsk          |

LEGENDA:

P = Portiere, D = Difensore, A = Attaccante, L = sinistra, R = destra

## Gruppo C

### Bielorussia
Allenatore:  Glen Hanlon.
Lista dei convocati aggiornata all'11 maggio 2006.
| N. | Pos. | Nome                 | Anno | Alt. | Peso | Tiro | Squadra            |
| -- | ---- | -------------------- | ---- | ---- | ---- | ---- | ------------------ |
| 2  | P    | Sjarhej Šabanaŭ      | 1974 | 179  | 80   | L    | SKA Pietroburgo    |
| 4  | D    | Aljaksandr Makrycki  | 1971 | 182  | 90   | L    | Dinamo Minsk       |
| 5  | D    | Aljaksandr Radzinski | 1978 | 189  | 92   | R    | Keramin Minsk      |
| 7  | D    | Sjarhej Erkovič      | 1974 | 190  | 93   | L    | Junost Minsk       |
| 8  | A    | Andrėj Michalëv      | 1978 | 182  | 90   | L    | Keramin Minsk      |
| 10 | A    | Aleh Antonenka       | 1971 | 187  | 92   | R    | Dinamo Minsk       |
| 11 | A    | Jaŭhen Esaulaŭ       | 1977 | 180  | 82   | L    | Keramin Minsk      |
| 12 | A    | Aljaksej Savin       | 1986 | 183  | 89   | L    | Junost Minsk       |
| 16 | A    | Andrėj Skabelka      | 1971 | 186  | 92   | L    | Dinamo Minsk       |
| 17 | A    | Jaŭhen Kurylin       | 1979 | 181  | 80   | R    | Keramin Minsk      |
| 18 | A    | Aljaksej Uharaŭ      | 1985 | 176  | 80   | L    | Neftechimik        |
| 19 | A    | Dzmitryj Mjaleška    | 1982 | 181  | 81   | R    | Salavat Julaev     |
| 22 | A    | Sjarhej Zadzjalënaŭ  | 1976 | 178  | 88   | L    | Neftechimik        |
| 23 | A    | Andrėj Kascicyn      | 1985 | 183  | 90   | L    | Montreal Canadiens |
| 26 | A    | Sjarhej Kukuškin     | 1985 | 190  | 88   | L    | Kapitan Stupino    |
| 27 | A    | Aljaksandr Žurik     | 1975 | 193  | 100  | L    | Dinamo Minsk       |
| 30 | D    | Uladzimir Kopac'     | 1975 | 178  | 86   | L    | Junost Minsk       |
| 31 | P    | Andrėj Mezin         | 1974 | 180  | 78   | L    | Salavat Julaev     |
| 32 | D    | Uladzimir Svita      | 1970 | 184  | 85   | R    | Homel'             |
| 33 | P    | Scjapan Haračzŭskich | 1985 | 175  | 74   | L    | Junost Minsk       |
| 43 | D    | Viktar Kascjučonak   | 1979 | 187  | 90   | L    | Junost Minsk       |
| 68 | A    | Jaraslaŭ Čuprys      | 1983 | 179  | 93   | L    | Salavat Julaev     |
| 70 | D    | Uladzimir Dzianisaŭ  | 1984 | 180  | 90   | L    | Keramin Minsk      |
| 77 | A    | Dzmitryj Dudzik      | 1977 | 184  | 91   | R    | Dinamo Minsk       |
| 84 | A    | Michail Hraboŭski    | 1979 | 182  | 80   | L    | Dinamo Mosca       |

LEGENDA:

P = Portiere, D = Difensore, A = Attaccante, L = sinistra, R = destra

### Kazakistan
Allenatore:  Erlan Sagymbaev.
Lista dei convocati aggiornata al 12 maggio 2006.
| N. | Pos. | Nome                  | Anno | Alt. | Peso | Tiro | Squadra            |
| -- | ---- | --------------------- | ---- | ---- | ---- | ---- | ------------------ |
| 1  | P    | Sergej Tambulov       | 1974 | 178  | 81   | L    | Metallurg Serov    |
| 2  | D    | Evgenij Mazunin       | 1981 | 182  | 82   | L    | Kazcink-Torpedo    |
| 7  | A    | Aleksej Litvinenko    | 1980 | 198  | 105  | L    | Spartak Mosca      |
| 8  | A    | Andrej Troščinskij    | 1978 | 183  | 95   | L    | Kazcink-Torpedo    |
| 9  | A    | Vadim Rifel'          | 1979 | 174  | 71   | L    | Wölfe Freiburg     |
| 10 | A    | Maksim Beljaev        | 1979 | 184  | 80   | L    | Salavat Julaev     |
| 11 | A    | Talgat Žаjlauov       | 1985 | 176  | 77   | R    | Kazcink-Torpedo    |
| 12 | D    | Oleg Kovalenko        | 1975 | 178  | 91   | R    | Kazcink-Torpedo    |
| 16 | D    | Evgenij Blochin       | 1979 | 181  | 83   | L    | THK Tver'          |
| 17 | A    | Aleksandr Koreškov    | 1983 | 181  | 84   | L    | Kazcink-Torpedo    |
| 18 | A    | Konstantin Šafranov   | 1968 | 183  | 80   | L    | Torpedo N. Novg.   |
| 19 | A    | Evgenij Koreškov      | 1970 | 170  | 84   | L    | Kazcink-Torpedo    |
| 22 | A    | Andrej Ogorodnikov    | 1982 | 178  | 78   | R    | Kazcink-Torpedo    |
| 23 | A    | Andrej Pčeljakov      | 1972 | 181  | 79   | L    | Kryl'ja Sovetov    |
| 25 | A    | Andrej Samochavalov   | 1975 | 182  | 83   | L    | Chimik Mytišči     |
| 26 | D    | Andrej Savenkov       | 1975 | 182  | 84   | L    | Kazcink-Torpedo    |
| 32 | A    | Nikolaj Zaržickij     | 1979 | 191  | 93   | L    | Motor Barnaul      |
| 35 | P    | Sergej Ogurešnikov    | 1977 | 184  | 78   | L    | Kazcink-Torpedo    |
| 36 | A    | Andrej Spiridonov     | 1982 | 187  | 86   | L    | Barys Astana       |
| 41 | P    | Roman Medvedev        | 1981 | 185  | 83   | L    | Gornjak Rudnij     |
| 43 | D    | Sergej Pupkov         | 1976 | 180  | 85   | L    | SKA Pietroburgo    |
| 48 | D    | Roman Starčenko       | 1986 | 186  | 81   | L    | Kazcink-Torpedo    |
| 52 | D    | Aleksej Koledaev      | 1976 | 183  | 88   | L    | Sibir’ Novosibirsk |
| 64 | D    | Artëm Argokov         | 1976 | 180  | 81   | L    | Metallurg Novok.   |
| 81 | A    | Vadim Krasnoslobodcev | 1983 | 179  | 84   | L    | Avangard Omsk      |

LEGENDA:

P = Portiere, D = Difensore, A = Attaccante, L = sinistra, R = destra

### Russia
Allenatore:  Vladimir Krikunov.
Lista dei convocati aggiornata al 15 maggio 2006.
| N. | Pos. | Nome                 | Anno | Alt. | Peso | Tiro | Squadra             |
| -- | ---- | -------------------- | ---- | ---- | ---- | ---- | ------------------- |
| 3  | D    | Georgij Mišarin      | 1985 | 185  | 95   | L    | CSKA Mosca          |
| 4  | D    | Andrej Kručinin      | 1978 | 185  | 88   | L    | Lada Togliatti      |
| 5  | D    | Sergej Žukov         | 1975 | 192  | 87   | L    | Lok. Jaroslavl’     |
| 6  | D    | Il'ja Nikulin        | 1982 | 187  | 92   | L    | Ak Bars Kazan’      |
| 7  | D    | Aleksej Michnov      | 1982 | 195  | 104  | L    | Lok. Jaroslavl’     |
| 8  | A    | Aleksandr Ovečkin    | 1985 | 189  | 90   | R    | Washington Capitals |
| 10 | A    | Sergej Mozjakin      | 1981 | 178  | 85   | R    | CSKA Mosca          |
| 12 | A    | Danis Zaripov        | 1981 | 183  | 81   | L    | Ak Bars Kazan’      |
| 14 | A    | Igor' Grigorenko     | 1983 | 179  | 95   | L    | Severstal’          |
| 15 | A    | Nikolaj Kulëmin      | 1986 | 185  | 83   | L    | Magnitogorsk        |
| 16 | D    | Kirill Kol'cov       | 1983 | 178  | 80   | L    | Avangard Omsk       |
| 18 | A    | Konstantin Gorovikov | 1977 | 183  | 82   | L    | Avangard Omsk       |
| 21 | A    | Aleksandr Charitonov | 1976 | 172  | 80   | R    | Dinamo Mosca        |
| 27 | D    | Vitalij Atjušov      | 1979 | 187  | 89   | L    | Magnitogorsk        |
| 28 | D    | Denis Kuljaš         | 1983 | 191  | 97   | L    | Dinamo Mosca        |
| 32 | A    | Aleksandr Sëmin      | 1984 | 188  | 90   | R    | Chimik Mytišči      |
| 33 | A    | Maksim Sušinskij     | 1974 | 172  | 80   | L    | Dinamo Mosca        |
| 38 | D    | Vadim Chomickij      | 1982 | 188  | 92   | L    | CSKA Mosca          |
| 39 | P    | Maksim Sokolov       | 1972 | 180  | 88   | L    | SKA Pietroburgo     |
| 40 | P    | Sergej Zvjagin       | 1971 | 174  | 79   | L    | Dinamo Mosca        |
| 45 | P    | Aleksandr Fomičëv    | 1979 | 176  | 82   | L    | CSKA Mosca          |
| 55 | D    | Dmitrij Bykov        | 1977 | 185  | 90   | L    | Dinamo Mosca        |
| 71 | A    | Evgenij Malkin       | 1986 | 191  | 87   | L    | Magnitogorsk        |
| 79 | A    | Denis Archipov       | 1979 | 191  | 97   | L    | Chimik Mytišči      |
| 97 | A    | Igor' Emeleev        | 1981 | 179  | 83   | R    | SKA Pietroburgo     |

LEGENDA:

P = Portiere, D = Difensore, A = Attaccante, L = sinistra, R = destra

### Slovacchia
Allenatore:  František Hossa.
Lista dei convocati aggiornata al 18 maggio 2006.
| N. | Pos. | Nome                  | Anno | Alt. | Peso | Tiro | Squadra             |
| -- | ---- | --------------------- | ---- | ---- | ---- | ---- | ------------------- |
| 2  | D    | Stanislav Hudec       | 1982 | 184  | 95   | L    | Vítkovice Steel     |
| 6  | A    | Miroslav Zálešák      | 1980 | 183  | 91   | L    | Södertälje SK       |
| 7  | D    | Martin Štrbák         | 1975 | 191  | 96   | L    | CSKA Mosca          |
| 8  | A    | Martin Cibák          | 1980 | 188  | 90   | L    | Tampa Bay Lightning |
| 9  | A    | Ľubomír Vaic          | 1977 | 172  | 80   | L    | Bílí Tygři Liberec  |
| 11 | D    | Dušan Milo            | 1973 | 176  | 85   | L    | Nitra               |
| 12 | A    | Michal Hudec          | 1979 | 176  | 80   | L    | České Budějovice    |
| 14 | D    | Andrej Meszároš       | 1985 | 187  | 86   | L    | Ottawa Senators     |
| 15 | D    | Dominik Graňák        | 1973 | 182  | 79   | L    | Slavia Praga        |
| 16 | A    | Milan Bartovič        | 1981 | 181  | 89   | L    | Chicago Blackhawks  |
| 19 | A    | Rastislav Pavlikovský | 1977 | 180  | 91   | L    | MODO                |
| 21 | A    | Miroslav Kováčik      | 1978 | 184  | 87   | L    | Nitra               |
| 22 | A    | Richard Kapuš         | 1973 | 182  | 93   | L    | Metallurg Novok.    |
| 23 | D    | René Vydarený         | 1981 | 186  | 92   | L    | České Budějovice    |
| 25 | P    | Ján Lašák             | 1979 | 184  | 92   | L    | Pardubice           |
| 27 | A    | Andrej Kollár         | 1977 | 195  | 102  | L    | Nitra               |
| 28 | A    | Ivan Čiernik          | 1977 | 183  | 89   | L    | Kölner Haie         |
| 31 | P    | Rastislav Staňa       | 1980 | 182  | 83   | L    | Södertälje SK       |
| 43 | A    | Tomáš Surový          | 1981 | 180  | 86   | L    | Pittsburgh Penguins |
| 60 | P    | Karol Križan          | 1980 | 178  | 83   | L    | MODO                |
| 68 | D    | Milan Jurčina         | 1983 | 195  | 101  | R    | Boston Bruins       |
| 71 | D    | Tomáš Harant          | 1980 | 189  | 95   | L    | České Budějovice    |
| 75 | D    | Richard Stehlík       | 1984 | 196  | 108  | L    | Sparta Praga        |
| 81 | A    | Marcel Hossa          | 1979 | 190  | 90   | L    | Atlanta Thrashers   |
| 91 | A    | Marián Hossa          | 1981 | 183  | 86   | L    | New York Rangers    |

LEGENDA:

P = Portiere, D = Difensore, A = Attaccante, L = sinistra, R = destra

## Gruppo D

### Canada
Allenatore:  Marc Habscheid.
Lista dei convocati aggiornata al 17 maggio 2006.
| N. | Pos. | Nome                 | Anno | Alt. | Peso | Tiro | Squadra                |
| -- | ---- | -------------------- | ---- | ---- | ---- | ---- | ---------------------- |
| 2  | D    | Dan Hamhuis          | 1982 | 185  | 90   | L    | Nashville Predators    |
| 3  | D    | Stéphane Robidas     | 1977 | 179  | 80   | R    | Dallas Stars           |
| 5  | D    | Brent Seabrook       | 1985 | 188  | 93   | R    | Chicago Blackhawks     |
| 6  | D    | Brad Stuart          | 1979 | 188  | 98   | L    | Boston Bruins          |
| 7  | A    | Jeff Carter          | 1985 | 191  | 92   | R    | Philadelphia Flyers    |
| 12 | A    | Glen Metropolit      | 1974 | 183  | 86   | R    | Lugano                 |
| 13 | A    | Mike Cammalleri      | 1982 | 175  | 82   | L    | Los Angeles Kings      |
| 14 | A    | Brendan Shanahan - C | 1969 | 192  | 100  | R    | Detroit Red Wings      |
| 16 | D    | Trevor Daley         | 1983 | 183  | 93   | L    | Dallas Stars           |
| 17 | A    | Scott Hartnell       | 1982 | 188  | 94   | L    | Nashville Predators    |
| 18 | A    | Mike Richards        | 1985 | 180  | 88   | R    | Philadelphia Flyers    |
| 19 | A    | Kyle Calder          | 1979 | 180  | 79   | L    | Chicago Blackhawks     |
| 20 | A    | Stacy Roest          | 1974 | 178  | 86   | R    | Rapperswil-Jona Lakers |
| 25 | D    | Micki DuPont         | 1980 | 178  | 79   | R    | Eisbären Berlino       |
| 26 | A    | Brad Boyes           | 1982 | 185  | 88   | R    | Boston Bruins          |
| 27 | A    | Matt Pettinger       | 1980 | 185  | 95   | L    | Washington Capitals    |
| 29 | A    | Jason Williams       | 1980 | 180  | 84   | R    | Detroit Red Wings      |
| 30 | P    | Marc Denis           | 1977 | 185  | 88   | L    | Columbus Blue Jackets  |
| 35 | P    | Alex Auld            | 1981 | 193  | 91   | L    | Vancouver Canucks      |
| 37 | A    | Patrice Bergeron - A | 1985 | 182  | 84   | R    | Boston Bruins          |
| 50 | P    | Chris Mason          | 1976 | 180  | 91   | L    | Nashville Predators    |
| 55 | D    | Nick Schultz         | 1982 | 183  | 84   | L    | Minnesota Wild         |
| 87 | A    | Sidney Crosby - A    | 1987 | 180  | 88   | L    | Pittsburgh Penguins    |
| 89 | A    | Mike Comrie          | 1980 | 178  | 84   | L    | Phoenix Coyotes        |

LEGENDA:

P = Portiere, D = Difensore, A = Attaccante, L = sinistra, R = destra

### Danimarca
Allenatore:  Mikael Lundström.
Lista dei convocati aggiornata all'11 maggio 2006.
| N. | Pos. | Nome                  | Anno | Alt. | Peso | Tiro | Squadra                   |
| -- | ---- | --------------------- | ---- | ---- | ---- | ---- | ------------------------- |
| 1  | P    | Patrick Galbraith     | 1986 | 188  | 75   | L    | SønderjyskE               |
| 2  | D    | Rasmus Pander         | 1976 | 182  | 81   | L    | Odense Bulldogs           |
| 4  | D    | Mads Bødker           | 1987 | 174  | 77   | L    | Rødovre Mighty Bulls      |
| 5  | D    | Daniel Nielsen        | 1982 | 182  | 80   | R    | Herning Blue Fox          |
| 7  | D    | Jesper Damgaard       | 1975 | 188  | 93   | R    | MODO                      |
| 9  | A    | Kasper Degn           | 1982 | 175  | 75   | L    | Nordsjælland Cobras       |
| 10 | A    | Bo Nordby Tranholm    | 1979 | 182  | 85   | L    | Aalborg                   |
| 11 | A    | Michael Smidt         | 1979 | 178  | 80   | R    | Rødovre Mighty Bulls      |
| 12 | A    | Peter Regin           | 1986 | 186  | 85   | L    | Timrå                     |
| 13 | A    | Morten Green          | 1981 | 183  | 88   | L    | MODO                      |
| 15 | A    | Frans Nielsen         | 1984 | 183  | 84   | L    | Timrå                     |
| 16 | A    | Christoffer Kjærgaard | 1980 | 188  | 96   | L    | Herning Blue Fox          |
| 17 | A    | Jannik Hansen         | 1986 | 180  | 73   | L    | Portland Winterhawks      |
| 18 | A    | Thomas Reinert        | 1980 | 183  | 85   | R    | Frederikshavn White Hawks |
| 19 | A    | Kim Staal             | 1978 | 182  | 88   | R    | Malmö                     |
| 20 | D    | Christian Schioldan   | 1978 | 195  | 100  | L    | Frederikshavn White Hawks |
| 25 | D    | Andreas Andreasen     | 1976 | 184  | 95   | L    | EfB Ishockey              |
| 26 | D    | Morten Dahlmann       | 1976 | 185  | 85   | L    | Nordsjælland Cobras       |
| 27 | A    | Jens Nielsen          | 1969 | 182  | 82   | L    | Aalborg                   |
| 29 | A    | Morten Madsen         | 1987 | 190  | 85   | L    | Frölunda                  |
| 30 | P    | Michael Madsen        | 1980 | 178  | 84   | L    | Herlev Hornets            |
| 31 | P    | Peter Hirsch          | 1979 | 182  | 78   | R    | Nordsjælland Cobras       |
| 39 | A    | Martin Pyndt          | 1977 | 191  | 88   | L    | Rødovre Mighty Bulls      |
| 47 | D    | Thomas Johnsen        | 1979 | 185  | 90   | R    | Nordsjælland Cobras       |

LEGENDA:

P = Portiere, D = Difensore, A = Attaccante, L = sinistra, R = destra

### Norvegia
Allenatore:  Roy Johansen.
Lista dei convocati aggiornata al 4 maggio 2006.
| N. | Pos. | Nome                  | Anno | Alt. | Peso | Tiro | Squadra           |
| -- | ---- | --------------------- | ---- | ---- | ---- | ---- | ----------------- |
| 1  | P    | Jonas Norgren         | 1981 | 172  | 73   | R    | Storhamar Dragons |
| 3  | D    | Cato Ørbæk            | 1983 | 172  | 81   | L    | Storhamar Dragons |
| 4  | D    | Mattias Livf          | 1974 | 183  | 92   | L    | Storhamar Dragons |
| 6  | D    | Jonas Holøs           | 1987 | 180  | 89   | L    | Sparta Warriors   |
| 7  | D    | Tommy Jakobsen - C    | 1970 | 173  | 83   | L    | DEG Metro Stars   |
| 8  | A    | Mads Hansen - A       | 1978 | 184  | 85   | L    | Storhamar Dragons |
| 9  | A    | Marius Holtet         | 1984 | 185  | 84   | R    | Iowa Stars        |
| 10 | A    | Lars Erik Spets       | 1985 | 178  | 80   | L    | Brynäs            |
| 11 | A    | Lars Peder Nagel      | 1981 | 193  | 95   | L    | IK Oskarshamn     |
| 14 | A    | Marius Trygg          | 1976 | 177  | 79   | L    | ETC Crimmitschau  |
| 16 | D    | Erik Ryman            | 1972 | 180  | 87   | L    | Djurgården        |
| 19 | A    | Per-Åge Skrøder       | 1978 | 180  | 92   | L    | Södertälje SK     |
| 20 | A    | Anders Bastiansen     | 1980 | 190  | 93   | L    | Mora              |
| 21 | D    | Morten Ask            | 1980 | 185  | 86   | L    | SaiPa             |
| 23 | D    | Mats Trygg            | 1976 | 179  | 80   | R    | Iserlohn Roosters |
| 24 | A    | Jonas Andersen        | 1981 | 184  | 85   | R    | Sparta Warriors   |
| 27 | A    | Tommy Marthinsen      | 1976 | 182  | 80   | L    | Vålerenga         |
| 28 | A    | Kjell Richard Nygaard | 1978 | 181  | 88   | L    | Vålerenga         |
| 29 | A    | Tore Vikingstad       | 1975 | 191  | 93   | L    | DEG Metro Stars   |
| 30 | P    | Pål Grotnes           | 1977 | 188  | 86   | L    | Växjö Lakers      |
| 36 | D    | Lars Erik Lund        | 1974 | 187  | 94   | L    | Vålerenga         |
| 39 | P    | Mathias Gundersen     | 1985 | 180  | 77   | L    | Stjernen Hockey   |
| 41 | A    | Patrick Thoresen      | 1983 | 183  | 85   | L    | Djurgården        |
| 54 | D    | Anders Myrvold        | 1983 | 188  | 93   | L    | Vålerenga         |
| 56 | D    | Johnny Nilsen         | 1983 | 183  | 85   | L    | Frisk Tigers      |

LEGENDA:

P = Portiere, D = Difensore, A = Attaccante, L = sinistra, R = destra

### Stati Uniti
Allenatore:  Mike Eaves.
Lista dei convocati aggiornata al 16 maggio 2006.
| N. | Pos. | Nome               | Anno | Alt. | Peso | Tiro | Squadra             |
| -- | ---- | ------------------ | ---- | ---- | ---- | ---- | ------------------- |
| 6  | D    | Joe Corvo          | 1977 | 191  | 93   | R    | Los Angeles Kings   |
| 7  | D    | Ryan Suter         | 1985 | 188  | 89   | L    | Nashville Predators |
| 8  | A    | Phil Kessel        | 1987 | 183  | 86   | R    | Minnesota Gophers   |
| 9  | A    | Andy Hilbert       | 1981 | 180  | 88   | L    | Pittsburgh Penguins |
| 10 | A    | Patrick O'Sullivan | 1985 | 184  | 86   | R    | Houston Aeros       |
| 11 | A    | Marty Reasoner     | 1977 | 185  | 88   | L    | Boston Bruins       |
| 12 | A    | Ryan Malone        | 1979 | 193  | 97   | L    | Pittsburgh Penguins |
| 14 | A    | Mark Cullen        | 1978 | 183  | 86   | L    | Chicago Blackhawks  |
| 16 | A    | Jim Slater         | 1982 | 185  | 88   | L    | Atlanta Thrashers   |
| 17 | A    | Ryan Kesler        | 1984 | 188  | 93   | R    | Vancouver Canucks   |
| 18 | A    | Richard Park - C   | 1976 | 178  | 86   | R    | Vancouver Canucks   |
| 19 | A    | Drew Stafford      | 1985 | 188  | 90   | R    | ND Fighting Hawks   |
| 20 | A    | R.J. Umberger      | 1982 | 188  | 98   | L    | Philadelphia Flyers |
| 21 | A    | Yan Stastny        | 1982 | 180  | 86   | L    | Boston Bruins       |
| 23 | A    | Dustin Brown       | 1984 | 183  | 90   | R    | Los Angeles Kings   |
| 25 | D    | Hal Gill - A       | 1975 | 201  | 108  | L    | Boston Bruins       |
| 28 | A    | Adam Hall - A      | 1980 | 188  | 94   | R    | Nashville Predators |
| 30 | P    | David McKee        | 1983 | 185  | 87   | L    | Cornell Big Red     |
| 31 | P    | Craig Anderson     | 1981 | 188  | 81   | L    | Chicago Blackhawks  |
| 33 | P    | Jason Bacashihua   | 1982 | 180  | 79   | L    | St. Louis Blues     |
| 34 | D    | Freddy Meyer       | 1981 | 178  | 85   | L    | Philadelphia Flyers |
| 41 | D    | Andrew Alberts     | 1981 | 193  | 98   | L    | Boston Bruins       |
| 44 | D    | Brooks Orpik       | 1980 | 188  | 101  | L    | Pittsburgh Penguins |
| 55 | D    | Mike Komisarek     | 1982 | 193  | 108  | R    | Montreal Canadiens  |

LEGENDA:

P = Portiere, D = Difensore, A = Attaccante, L = sinistra, R = destra